# Зомпки
Зомпки (пољ. Ząbki) град је и уједно средиште општине у Мазовском војводству.

## Положај
Зомпки су град у источној Пољској, спада у приградска насеља Варшаве. Зомпки су удаљене око 10 километара од центра Варшаве.
- Површина: 11,13 km²
- Број становника: 22 571 (31.12. 2003)

## Општи подаци
Град је настао уXVI веку, од 1956. године има статус насеља а 1967. године добија статус града. Године 1918. саграђена је прва дрвена црква и настала је парохија.

## Демографија
| 2012.  |
| ------ |
| 30.879 |

## Саобраћај
Кроз град пролази пруга Варшава - Бјалисток.
У граду се такође укрштају и регионалне саобраћајнице:
- 629 правац Варшава-Зомпки-Марки,
- 631 првац Варшава-Зомпки-Нови Двор Мазовјецки,
- 634 правац Варшава-Ząbki- Тлушч